# Neoharriotta
Genre
Neoharriotta est un genre de chimères.

## Liste d'espèces
Selon ITIS:
- Neoharriotta carri Bullis et Carpenter, 1966
- Neoharriotta pinnata (Schnakenbeck, 1931)

Selon FishBase:
- Neoharriotta carri  Bullis et Carpenter, 1966
- Neoharriotta pinnata  (Schnakenbeck, 1931)
- Neoharriotta pumila  Didier et Stehmann, 1996